# Cárcel de mujeres (novela)
Cárcel de mujeres es una novela de la escritora chilena María Carolina Geel publicada en 1956. Fue la primera novela chilena en la que se describió el ambiente carcelario femenino. La autora escribió sobre el hacinamiento, la soledad y las relaciones lésbicas.

## Contexto
En abril de 1955, disparó a su amante, Roberto Pumarino, en el conocido Hotel Crillón, sede de la bohemia y de los círculos intelectuales de Santiago de Chile en las décadas de 1930 a 1950, por lo que fue condenada a tres años de cárcel. No cumplió la sentencia completa ya que varios intelectuales pidieron su indulto, entre ellos, la premio Nobel Gabriela Mistral. Su estancia en la cárcel le sirvió para reflexionar y observar sobre sí misma y sus compañeras reclusas. Todo esto lo recogió en la novela Cárcel de mujeres, a instancias del crítico literario Hernán Díaz Arrieta (Alone), que le animó a que escribiera su experiencia. Nunca explicó por qué había matado a su amante.

## Argumento
Es una novela que está entre la ficción y el testimonio autobiográfico, aunque la autora no plantea el por qué de su crimen.
Geel ya había destacado por abordar la realidad desde la interioridad de sus personajes, especialmente femeninos. La novela describe las impresiones del mundo carcelario describiendo de una manera abierta las relaciones amorosas que se daban entre las presas. En ningún momento escribe sobre su situación personal y el por qué ella había llegado allí.
La novela está dividida en 27 meditaciones sobre el mundo de la cárcel. Las religiosas que la dirigen son mujeres de “aspiraciones humildes” y de “pureza de alma”. Sin embargo, las presas siguen la ley de “la violencia y el deseo”. Son dos modelos femeninos antagónicos: uno ideal y religioso y otro negativo, condenado por su sexualidad y perversión. La narradora muestra una repulsión hacia las presas, sobre todo las lesbianas. El lesbianismo como opción y práctica sexual aparece como una transgresión doblemente criminalizada. La historia de Adelaida, que mata por amor, para volver a la cárcel para reunirse con su amada, ejemplifica el doble crimen de ser lesbiana y asesina. La confusión e igualación entre criminal y lesbiana también se da en la figura de la presa María López.
La novela tiene las características del estilo de la escritora, ambientes oníricos y sugestivos, irrealidad de los espacios y la fragmentación de los sucesos. Lo innovador en su trayectoria fue el ambiente en el que sucede.

## Repercusión
La publicación de Cárcel de mujeres fue visto por algunos como una estrategia publicitaria al igual que el asesinato.